# Trastorno del procesamiento auditivo
El trastorno del procesamiento auditivo (APD por sus siglas en inglés), también conocido como trastorno del procesamiento auditivo central (CAPD por sus siglas en inglés), es un término general que se usa para describir una variedad de desórdenes que afectan la forma en como el cerebro procesa la información auditiva. Los individuos con APD usualmente tienen una estructura y función normal del oído externo, medio e interno (audición periférica). Sin embargo, éstos no pueden procesar la información que escuchan de la misma manera que otros lo hacen, lo cual lleva a dificultades en el reconocimiento e interpretación de los sonidos, en especial aquello que componen al habla. Se cree que estas dificultades surgen de una disfunción del sistema nervioso central.
El APD no destaca en las clasificaciones de diagnóstico populares, tales como el Diagnóstico y Manual Estadístico de Desórdenes Mentales de la cuarta edición (DSM-IV por sus siglas en inglés). La Academia Americana de Audiología señala que el APD es diagnosticado a través de las dificultades en uno o más procesos auditivos que se sabe que reflejan la función del sistema nervioso auditivo.
El APD puede afectar tanto niños como adultos, aunque el predominio entre ellos es actualmente desconocido. Se ha sugerido que los hombres tienen el doble de probabilidad de ser afectados por el trastorno que las mujeres, pero no hay estudios epidemiológicos que lo demuestren.

## Definiciones
La Asociación Americana de Habla, Lenguaje y Audición (ASHA por sus siglas en inglés) publicó un trabajo titulado "(Central) Auditory Processing Disorders" en enero del 2005 como parte de una actualización de "Central Auditory Processing: Current Status of Research and Implications for Clinical Practice" (ASHA, 1996).  La Academia Americana de Audiología ha publicado más guías prácticas vigentes relacionadas con el trastorno.
En el 2011, la Sociedad Británica de Audiología publicó el trabajo "best practice guidelines".
El trastorno del procesamiento auditivo puede aparecer progresivamente o de manera adquirida. Puede resultar de infecciones en el oído, lesiones en la cabeza o retrasos en el desarrollo neural que afectan al procesamiento de la información auditiva. Esto puede incluir problemas con: "... la localización del sonido y lateralización; discriminación auditiva; reconocimiento auditivo de patrones; aspectos temporales de la audición, incluyendo a la integración temporal, la discriminación temporal (por ejemplo, detección de brechas de tiempo), ordenamiento temporal, así como enmascaramiento temporal sonoro; rendimiento auditivo en cuanto a señales acústicas competitivas (incluida a la escucha dicótica); y por último, el rendimiento auditivo con señales acústicas degradadas".
El Comité de Profesionales Médicos del Reino Unido, el cual dirige el Programa de Investigación del Trastorno del Procesamiento Auditivo en el Reino Unido, ha desarrollado la siguiente definición funcional del trastorno:  "El APD resulta de ciertas funciones neurales dañadas y es caracterizado por la escasez de reconocimiento, discriminación, separación, agrupación, localización u ordenamiento de los sonidos del habla. No solo resulta de un déficit general en la atención, lenguaje u otros procesos cognitivos."

## Historia
La primera investigación sobre el APD comenzó en 1954 con el estudio de Helmer Myklebust, titulado "Auditory Disorders in Children". El trabajo de Myklebust surigió que el trastorno del procesamiento auditivo fuera separado de las dificultades del aprendizaje en el lenguaje. Su trabajo produjo un interés en los déficits auditivos que surgían después de lesiones en el cerebro que afectaban los lóbulos temporales, además de llevar el tema a trabajos adicionales que buscaban las bases fisiológicas del procesamiento auditivo, pero no fue hasta finales de los años 70 y principios de los 80 que la investigación a fondo sobre el APD comenzó. En 1997, la primera conferencia en el tema del APD fue organizada por Robert W. Keith, doctor de la Universidad de Cincinnati.  Los resultados de dicha conferencia fueron publicados por Grune y Stratton bajo el título de "Central Auditory Dysfunction" (Edición de Robert W. Keith). La conferencia inició una nueva serie de estudios enfocados en el APD en niños. Prácticamente todas las pruebas usadas actualmente para diagnosticar el APD se derivan de este trabajo. Estas primeras investigaciones también inventaron muchos de los acercamientos hacia el entrenamiento auditivo, incluyendo el entrenamiento de transferencia interhemisférica y el entrenamiento de diferencia de intensidad interaural. Este periodo proporcionó una comprensión aproximada de las causas y posibles opciones de tratamiento para el APD. Mucho del trabajo de finales de los años 90 y principios de los 2000 ha estado buscando refinar las pruebas, desarrollando opciones de tratamiento más sofisticadas, y también buscando factores de riesgo genético para el APD. Los científicos han trabajado en la mejora de las pruebas conductuales de la función auditiva. Con la conciencia global de los trastornos mentales y la creciente comprensión de la neurociencia, el procesamiento auditivo se encuentra más que nunca dentro del conocimiento académico y público.

## Diagnóstico
El APD es un trastorno difícil de detectar y diagnosticar. Los síntomas subjetivos que llevan a una evaluación del APD incluyen a una discapacidad intermitente para procesar la información verbal, llevando a la persona a adivinar para llenar los vacíos en el procesamiento. Podrían también existir problemas desproporcionados con la decodificación del habla en los ambientes ruidosos.
El APD ha sido definido anatómicamente en términos de la integridad de las áreas auditivas del sistema nervioso. Sin embargo, los niños con síntomas de APD por lo general no tienen evidencia de la enfermedad neurológica y el diagnóstico es hecho sobre la base del rendimiento en las pruebas auditivas conductuales. El procesamiento auditivo es "lo que hacemos con lo que oímos", y en el APD hay un desajuste entre la habilidad periférica de la audición (la cual es típicamente normal) y la habilidad para interpretar o discriminar los sonidos. Por tanto, en aquellos que no muestran signos de daño neurológico, el APD se detecta por medio de las pruebas de audición. Sin embargo, no hay consenso sobre cuales pruebas deban ser usadas para el diagnóstico, como fue evidente en la serie de reportes de especialistas que han aparecido en años recientes. El primero de estos ocurrió en 1996. Esto fue seguido por una conferencia organizada en la Academia Americana de Audiología. Los expertos que han intentado definir los criterios del diagnóstico tienen que lidiar con el problema de que un niño pueda tener malos resultados en una prueba de audición por razones distintas a la escasa percepción auditiva; por ejemplo, el fracaso puede ser por la falta de atención, dificultad para acatar las demandas y tareas o la habilidad limitada del lenguaje. En un intento por descartar por lo menos algunos de estos factores, la Academia Americana de Audiología recomendó que para que el APD fuera diagnosticado, el niño debía tener un problema de modalidad específica, lo cual significa que éste afecta la audición pero no la vista. Sin embargo, un comité de la ASHA rechazó la modalidad específica como una característica de los trastornos de procesamiento auditivo.
El problema de la modalidad específica ha generado debate considerable entre los expertos en el campo. Cacace y McFarland han argumentado que el APD debería ser definido como una disfunción perceptiva de modalidad específica que no se debe a la pérdida de la audición periférica. Ellos critican las conceptualizaciones más incluyentes del APD como carente de especificidad diagnósticas. Uno de los requerimientos para la modalidad específica podría evitar potencialmente el incluir a niños cuyo bajo rendimiento auditivo es debido a factores generales tales como la falta de atención o memoria. Otros, sin embargo, han argumentado que el acercamiento de la modalidad específica es muy estrecho, además de que fallaría en niños que han tenido problemas perceptivos genuinos que afectan tanto al procesamiento auditivo como al visual. También es impráctico, dado que los audiólogos no tienen acceso a pruebas estandarizadas que sean análogas visuales de las auditivas. El debate sobre este asunto sigue sin resolución. Sin embargo, es claro que un acercamiento de modalidad específica diagnosticará menos niños con APD que uno de modalidad general, y que este último corre el riesgo de incluir a niños que reprueban los test auditivos por otras razones que no son un escaso procesamiento auditivo. Aunque la prueba de modalidad específica ha sido defendida por más de una década, a la fecha ninguna de las que ha sido publicadas permitiría a los audiólogos realizar una evaluación de modalidad específica (es decir, no existen versiones clínicas de análogos visuales para las pruebas de procesamiento auditivo).
Otra controversia se refiere al hecho de que la mayoría de las pruebas tradicionales de APD usan materiales verbales. La Sociedad Británica de Audiología ha abrazado la recomendación de Moore (2006) de que las pruebas de APD deberían evaluar el procesamiento de los sonidos no verbales. La preocupación es que si los materiales verbales son usados para diagnosticar el APD, entonces los niños podrían fallar por causa de la habilidad lingüística limitada. Una analogía puede ser elaborada al tratar de escuchar sonidos en una lengua extranjera. Es muy difícil distinguir entre sonidos o recordar una secuencia de palabras que no se conocen bien: el problema no es auditivo, sino que se debe a la falta de experiencia en el idioma.
En años recientes, han surgido críticas adicionales de algunas pruebas populares para el diagnóstico del APD. Las pruebas que usan inglés americano grabado han demostrado sobreindentificar el trastorno en hablantes de otras formas del inglés. Se descubrió que el rendimiento en un conjunto de pruebas auditivas no verbales creadas por el Instituto de Investigación Auditiva del Consejo de Investigación Médica fue profundamente influenciado por demandas de tareas no sensoriales, mientras que los índices de APD mostraban poca confiabilidad cuando esto era controlado. Esta investigación socava la validez del APD como una entidad distinta en su propio derecho, por lo cual sugiere que el uso del término "trastorno" por sí mismo no está justificado. Hace poco, en una reseña elaborada sobre tales asuntos de diagnóstico, se recomendó que los niños con posibles discapacidades de procesamiento auditivo recibieran una evaluación psicométrica holística que incluyera habilidad intelectual general, memoria y atención auditiva, procesamiento fonológico, lenguaje y alfabetismo. Los autores declaran que "una comprensión más clara de las contribuciones relativas de los factores perceptivos y no sensoriales, unimodales y supramodales al rendimiento en las pruebas psicoacústicas podrían ser la clave para descifrar la presentación clínica de estos individuos."
Dependiendo de como sea definido, el APD podría compartir síntomas comunes con el ADD/ADHD, trastorno específico del lenguaje, síndrome de Asperger y otras formas de autismo. Una reseña mostró evidencia sustancial de un procesamiento atípico de la información auditiva en niños con autismo. Dawes y Bishop notaron como los especialistas en audiología y patologías del lenguaje hablado a menudo adoptaban diferentes acercamientos a la evaluación de los niños, por lo cual concluyeron con su revisión como sigue: "Consideramos crucial que estos grupos profesionales diferentes trabajen juntos para llevar a cabo la evaluación, tratamiento y administración de los niños, así como el emprendimiento de investigación interdisciplinaria". En la práctica, lo anterior sucede rara vez.

## Causas

### Trastorno del procesamiento auditorio adquirido
El APD adquirido puede ser causado por cualquier daño o disfunción en el sistema nervioso auditivo central, lo cual causa los problemas de procesamiento auditivo. Para una revisión general de los aspectos neurológicos del APD, consulte a Griffiths.

### Características hereditarias y genéticas del trastorno del procesamiento central auditivo
La habilidad de escuchar y comprender mensajes múltiples al mismo tiempo es un rasgo fuertemente afectado por nuestros genes, según investigadores norteamericanos. Estos "cortocircuitos en el alambrado" a veces es hereditario en las familias o resulta de un nacimiento difícil, justo como cualquier discapacidad del aprendizaje. El desorden del procesamiento auditivo puede ser asociado con condiciones afectadas por características genéticas, tal como sucede con varios trastornos del desarrollo. La herencia del APD puede referirse a la condición heredada de los padres o a su paso en las familias. El trastorno del procesamiento auditivo central puede ser un rasgo neurológico hereditario del padre o de la madre.

### Trastorno del procesamiento auditivo progresivo
En la mayoría de los casos del APD progresivo la causa es desconocida. Una excepción es la afasia epiléptica adquirida o el síndrome de Landau-Kleffner, en el cual el desarrollo del niño es regresivo, incluyendo una comprensión lenguaje severamente afectada. Frecuentemente se cree que el niño es sordo, pero se identifica una audición periférica normal. En otros casos, causas posibles o conocidas del APD en los niños incluyen al retraso en la maduración de la mielina, células ectópicas (mal colocadas) en las áreas corticales auditivas o predisposición genética. En una familia con epilepsia dominante autosómica, los ataques que han afectado el lóbulo temporal izquierdo parecen haber causado problemas con el procesamiento auditivo. En otra familia extendida con una alta tasa de APD, el análisis genético mostró un haplotipo en el cromosoma 12 que se cosegregaba con la discapacidad del lenguaje.
La audición comienza in utero,  pero el sistema auditivo central continúa desarrollándose por lo menos durante la primera década. Hay interés considerable en la idea de que la ruptura de la audición durante un periodo sensible puede tener consecuencias a largo plazo para el desarrollo auditivo. Un estudio mostró que la conectividad talamocortical in vitro fue asociada con una ventana de desarrollo sensible al tiempo y requería de una molécula de adhesión celular (lcam5) para que una plasticidad neuronal ocurriera. Esto apunta a la conectividad entre el tálamo y la corteza cerebral, poco tiempo después de que ser capaz de escuchar (in vitro), como al menos uno de los periodos críticos para el procesamiento auditivo. Otro estudio muestra como las ratas que se criaron en un ambiente donde se reproducía un tono simple durante periodos críticos del desarrollo obtuvieron un procesamiento auditivo permanentemente dañado. Las "malas" experiencias auditivas, tales como la sordera temporal por el removimiento de la cóclea en ratas, llevan a la merma neural. En un estudio que observaba la atención de los pacientes con APD, los niños con un oído bloqueado desarrollaron una gran ventaja en el oído derecho pero no fueron capaces de modular esa ventaja durante las tareas de atención dirigida.
En los años 80 y 90, hubo considerable interés en el rol de la otitis media (enfermedad del oído medio u "oído pegajoso") como causa del APD y otros problemas relacionados del lenguaje y alfabetismo. La otitis media con efusión es una enfermedad muy común que causa una pérdida auditiva conductiva fluctuante, por lo cual apareció una preocupación sobre como esto podría interrumpir el desarrollo auditivo si ocurriera durante un periodo sensible. Consistente con esto, en una muestra de niños pequeños con infecciones crónicas de oído que pertenecen a un departamento de otorrinolaringología de un hospital, se encontraron tasas incrementadas de dificultades auditivas más tarde en su niñez. Sin embargo, este tipo de estudio sufre de un sesgo muestral el porqué los niños con otitis media tendrán mayores probabilidades de remitidos a departamentos de salud si experimentan dificultades de desarrollo. Comparado con los estudios de hospital, lo estudios epidemiológicos, los cuales evalúan una población completa para la otitis meida y luego los resultados, han encontrado muy poca evidencia de los impactos a largo plazo de la otitis media en los resultados lingüísticos.

## Características
El Instituto Nacional de la Sordera y Otros Trastornos de la Comunicación  declaró que los niños con Trastorno del Procesamiento Auditivo a menudo:
- Tienen problemas al prestar atención y recordar información presentada oralmente, y podrían lograrlo más fácilmente con la información adquirida visualmente.
- Tienen problemas para llevar a cabo instrucciones de pasos múltiples dadas de manera oral; necesitan escuchar una orden a la vez.
- Tienen pocas habilidades de escucha.
- Necesitan más tiempo para procesar la información.
- Tienen un rendimiento académico bajo.
- Tienen problemas de comportamiento.
- Tienen dificultades con el lenguaje (por ejemplo, estos confunden secuencias de sílabas y tienen problemas desarrollando vocabulario y lenguaje comprensible).
- Tienen dificultades con la lectura, comprensión, ortografía y vocabulario.

El APD puede manifestarse como problemas para determinar la dirección de los sonidos, dificultad percibiendo diferencias entre sonidos del lenguaje hablado y la secuencia de estos sonidos en palabras significativas, confundiendo sonidos similares. Son pocas las palabras que pueden ser percibidas como fueron dichas, ya que pueden presentarse problemas para detectar los "huecos" entre palabras, creando la sensación de que la persona dice palabras sin sentido o poco familiares. Aquellos que sufren de APD pueden tener problemas relacionados con lo que se ha mencionado sobre el significado, a pesar del obvio reconocimiento de que la palabra ha sido dicha, así como cuando la palabra se repite. Los ruidos de fondo, tales como el sonio de la radio, televisión, o un bar lleno de gente pueden hacer difícil o imposible entender el habla, dado que las palabras habladas pueden sonar distorsionadas, ya sea en forma de palabras irrelevantes o en forma de palabras que no existen, dependiendo de la severidad del trastorno. El uso del teléfono puede ser problemático para alguien con el trastorno del procesamiento auditivo, debido a la baja calidad del audio, la poca señal, los sonidos intermitentes y el recorte de las palabras. Muchos de los que tienen el trastorno desarrollan estrategias para utilizar la vista de modo subconsciente, tales como la lectura de labios, la lectura del lenguaje corporal y el contacto visual, para compensar el déficit auditivo, por lo cual estas habilidades no s encuentran disponibles cuando se usa el teléfono.
Como se mencionó arriba, el estatus del APD como un trastorno distinto ha sido cuestionado, especialmente por los patólogos del lenguaje hablado, así como por psicólogos, los cuales notan la superposiciones entre los perfiles de niños diagnosticados con APD y aquellos con otras formas de discapacidad del aprendizaje específico. Sin embargo, muchos audiólogos cuestionarían el hecho de que el APD es solo una etiqueta alternativa para la dislexia, TEL o el TDAH, señalando que aunque esto a veces ocurre simultáneamente a estas condiciones, puede ser encontrada de manera aislada.

## Trastorno del procesamiento auditivo central
El CAPD puede continuar en la edad madura. Cooper y Gates (1991) estimaron el predominio del APD adulto entre un 10 y 20%.  Muchas personas experimentan problemas con el aprendizaje y las tareas diarias, incrementándose estas a con el tiempo. Los adultos con este trastorno:
- hablan más alto de lo necesario
- tienen problemas para recordar una lista o secuencia
- con frecuencia necesitan que les repitan las palabras u oraciones
- tienen poca habilidad para memorizar información aprendida al oír
- interpretan las palabras de manera literal
- necesitan asistencia para escuchar claramente en ambientes ruidosos
- confían en estrategias de adaptación y modificación
- buscan o solicitan un espacio de trabajo silencioso, lejos de otras personas
- Requieren de material escrito cuando asisten a presentaciones orales
- piden que se les den instrucciones paso por paso

## Relación con el trastorno específico del lenguaje y la dislexia progresiva
Ha habido debate considerable sobre la relación entre el APD y el trastorno específico del lenguaje (TEL).
El TEL es diagnosticado cuando un niño presenta dificultades con la comprensión o producción del habla por causas no obvias. Los problemas no pueden ser explicados en términos de pérdida de audición periférica. Por lo general, el niño comienza a hablar tardíamente y puede tener problemas para producir sonidos de habla de manera clara, así como para producir o comprenter oraciones complejas. Algunos puntos de vista teóricos del TEL lo consideran un resultado de los problemas de procesamiento auditivo. Sin embargo, este punto de vista del TEL no es universalmente aceptado, y otros consideran a las principales dificultades como derivadas de problemas con aspectos superiores del procesamiento del lenguaje. Donde un niño tenga tanto problemas de lenguaje como auditivos, puede ser difícil de explicar la relación causa-efecto.
Similar a la dislexia progresiva, ha existido considerable interés en la idea de que para algunos niños los problemas de lectura son consecuencias directas de las dificultades en el procesamiento auditivo rápido. De nuevo, la causa y efecto pueden ser difíciles de descifrar. Esta es una de las razones por las cuales los expertos como Moore han recomendado usar pruebas auditivas no verbales para diagnosticar el APD.
También se ha sugerido que el APD puede estar relacionado con la taquifemia, un trastorno de fluidez caracterizado por repeticiones de palabras y frases.
Si, como se hace comúnmente, el APD se evalúa usando pruebas que involucran la identificación, repetición o la distinción del habla, entonces un niño podría reprobar por problemas de lenguaje primario. En un estudio que comparaba niños con diagnóstico de dislexia y aquellos con uno de APD, se encontró que los dos grupos no pudieron ser distinguidos. Se obtuvieron resultados similares en estudios que comparaban niños diagnosticados con TEL o APD. Los dos grupos tenían perfiles muy similares. Esto incrementa la preocupante posibilidad de que el diagnóstico que un niño recibe pueda ser ampliamente una función del especialista que lo atiende: el mismo niño que es diagnosticado con APD por un audiólogo puede ser diagnosticado con TEL por un terapeuta de lenguaje hablado o con dislexia por un psicólogo.

## Tratamiento y entrenamiento
Existe una falta de evaluaciones bien realizadas de intervención usando la metodología de la prueba controlada aleatorizada. La mayoría de la evidencia que asegura la efectividad adopta estándares menos rígidos, tal como mostrar que el rendimiento mejora después del entrenamiento. Esto no controla las posibles influencias de la práctica, maduración o efectos de placebo. La investigación reciente ha mostrado que la práctica con tareas de procesamiento auditivo básico (es decir, el entrenamiento auditivo) podría mejorar el rendimiento en las mediciones del procesamiento auditivo, así como las mediciones del conocimiento fonético. Los cambios después del entrenamiento auditivo a nivel fisiológico también han sido registrados. Muchas de estas tareas son incorporadas en programas de entrenamiento auditivo para computadora, tales como Earobics y Fast ForWord,  un software adaptado disponible para uso doméstico y clínicas alrededor del mundo, pero sobre todo, la evidencia de la efectividad de estas intervenciones computarizadas en la mejora del lenguaje y el analfabetismo no es impresionante. Un estudio a pequeña escala no controlado reportó resultados exitosos para niños con APD usando software de entrenamiento auditivo.
Al tratar asuntos adicionales relacionados al APD, esto puede ser exitoso. Por ejemplo, el tratamiento para los trastornos fonológicos (dificultad en el habla) puede arrojar resultados en términos tanto del trastorno fonológico como del APD. En un estudio, la terapia de lenguaje mejoró los potenciales auditivos evocados (una medida de la actividad cerebral en las porciones auditivas del cerebro).
Mientras que hay evidencia de que el entrenamiento del lenguaje es efectivo para mejorar el APD, aún no hay investigación actual que soporte los siguientes tratamientos de APD:
- Entrenamiento de Integración Auditiva, el cual típicamente involucra a un niño que atiende dos sesiones de 30 minutos por día por diez días.[79]
- Procesos de Aprendizaje de Lindamood-Bell (el Programa de Verbalización y Visualización en particular)
- Actividades físicas que requieren cruzar frecuentemente la línea media del cuerpo (por ejemplo, la terapia ocupacional).
- Amplificación del Campo Conoro
- Terapia Educativa Neurosensorial
- Unos nuevos audífonos llamados Forbrain, el cual usa un hueso conductor y una serie de filtros dinámicos que habilita la percepción correcta de la propia voz y de esta manera ayuda a mejorar la concentración, atención, habla, coordinación y otras funciones sensoriales.[80] Fueron premiados por el BETT Show en 2015 en la categoría de "soluciones de necesidades educativas especiales ICT".[81]
- Neurofeedback
- Uso de un transmisor fm